# Ute Deichmann
Ute Deichmann (* 1951) ist eine deutsche Wissenschaftshistorikerin und Biologin. Sie ist außerplanmäßige Professorin an der Universität zu Köln und als Adjunct Professor Direktorin des Jacques Loeb Centre for the History and Philosophy of the Life Sciences an der Ben-Gurion-Universität im Negev in Israel.

## Leben
Ute Deichmann wurde im Jahr 1991 mit der wissenschaftshistorischen Arbeit „Biologen unter Hitler. Die Vertreibung jüdischer Wissenschaftler und die Entwicklung biologischer Forschung in Deutschland“ an der Universität zu Köln promoviert. Ihr Doktorvater war Benno Müller-Hill, ein Genetiker, der sich lange Jahre mit der Geschichte der Biomedizin und der Genetik in der NS-Zeit auseinandergesetzt hat. Sie habilitierte sich im Jahr 2000 an der Universität Köln mit einer Arbeit über Chemiker und Biochemiker in der NS-Zeit (Titel: „Flüchten, Mitmachen, Vergessen. Chemiker und Biochemiker in der NS-Zeit“). Seit dem Jahr 2000 leitet sie eine Arbeitsgruppe zur Geschichte der Biologie und Chemie am Institut für Genetik der Universität zu Köln. Von 2003 bis 2007 war sie Forschungsprofessorin am Leo-Baeck-Institut in London; dort war sie Leiterin des Projekts „Jews in German-speaking academia, 19th and 20th centuries“.
Im Jahr 2007 war Deichmann Gründungsdirektorin des Jacques Loeb Centre for the History and Philosophy of the Life Sciences an der Ben-Gurion-Universität im Negev in Beʾer Scheva, das sie seither leitet. Seit 2011 ist sie „Adjunct full professor“ an der Ben-Gurion-Universität und außerplanmäßige Professorin an der Universität zu Köln. 

## Preise und Auszeichnungen
- 1995: Ladislaus Laszt Award of Ben-Gurion University, für „Biologen unter Hitler“
- 2005: Gmelin Beilstein-Medaille der Gesellschaft Deutscher Chemiker für „Flüchten, Mitmachen, Vergessen. Chemiker und Biochemiker in der NS-Zeit“
- 2011: HIST 2009 Outstanding Paper Award from the Division of the History of Chemistry of the American Chemical Society, für den Artikel „'Molecular' versus 'Colloidal': Controversies in Biology and Biochemistry, 1900–1940“[3]

## Forschungsprogramm
- Der Einfluss der NS-Bewegung auf Biologie, Biochemie und Chemie in Deutschland und der Einfluss der Emigration von jüdischen Wissenschaftlern aus Deutschland auf die Wissenschaft der Aufnahmeländer
- Teilnahme und Erfolge deutsch-jüdischer Wissenschaftler in verschiedenen Fachrichtungen; persönliche und historische Faktoren, die hinter Erfolgen oder Misserfolgen stehen (gemeinsames Projekt mit Ulrich Charpa vom Leo Baeck Institut, London)
- Die frühe deutsch-israelische Kooperation in der Wissenschaft und die Rolle der Wissenschaftler darin
- Geschichte der Forschungskonzeptionen in den Lebenswissenschaften seit dem 19. Jahrhundert, vor allem klassische und molekulare Genetik, Entwicklungsbiologie, Proteinchemie, synthetische Biologie und Entwicklungsgenetik
- Analyse von davon abweichenden Herangehensweisen, etwa holistische oder mechanisch, morphologische oder chemische Konzepte und ihre wissenschaftliche Fruchtbarkeit
- Untersuchung der Rolle der wissenschaftlichen Autorität (Polanyi) auf den wissenschaftlichen Fortschritt in der Geschichte der Genetik, der Biochemie und der Entwicklungsbiologie
- Analyse der Ideengeschichte und der Praktiken der Entwicklungsbiologie
- Die Rolle der wissenschaftlichen Persönlichkeit in der Experimentalbiologie des 19. und 20. Jahrhunderts

## Buchveröffentlichungen (Auswahl)
- Biologen unter Hitler. Vertreibung, Karrieren, Forschung. Vorwort von Benno Müller-Hill. Campus, Frankfurt am Main u. a. 1992, ISBN 3-593-34763-6 (Dissertation Universität Köln 1990, 370 Seiten); überarbeitete und erweiterte Auflage: Biologen unter Hitler. Portrait einer Wissenschaft im NS-Staat (= Fischer. 12597, Geschichte. Die Zeit des Nationalsozialismus.). Fischer-Taschenbuch-Verlag, Frankfurt am Main 1995, ISBN 3-596-12597-9.[4]
  - englisch als: Biologist under Hitler. Harvard University Press, Cambridge MA u. a. 1996, ISBN 0-674-07404-1.
- Flüchten, Mitmachen, Vergessen. Chemiker und Biochemiker in der NS-Zeit. Wiley-VCH, Weinheim u. a. 2001, ISBN 3-527-30264-6 (Habilitationsschrift Universität Köln 2000, 596 Seiten).
- Proteinforschung an Kaiser-Wilhelm-Instituten von 1930 bis 1950 im internationalen Vergleich (= Forschungsprogramm Geschichte der Kaiser-Wilhelm-Gesellschaft im Nationalsozialismus. 21). Forschungsprogramm Geschichte der Kaiser-Wilhelm-Gesellschaft im Nationalsozialismus, Berlin 2004, DNB 973286423

## Herausgeberschaften
- mit Ulrich Charpa: Schwerpunkt Wissenschaftsgeschichte. In: Jahrbuch des Simon-Dubnow-Instituts. Band 3, 2004, ISSN 2198-3097, S. 149–312.
- mit Ulrich Charpa: Jews and Sciences in German Contexts. Case Studies from the 19th and 20th Centuries (= Schriftenreihe wissenschaftlicher Abhandlungen des Leo-Baeck-Instituts. 72). Mohr-Siebeck, Tübingen 2007, ISBN 978-3-16-149121-4.
- mit Simone Wenkel: Max Delbrück and Cologne. An Early Chapter of German Molecular Biology. World Scientific, New Jersey NJ u. a. 2007, ISBN 978-981-270-547-1.
- mit Anthony S. Travis: Workshop on „Philosophies in Biology“, Jacques Loeb Centre for History and Philosophy of the Life Sciences at Ben-Gurion University of the Negev. In: History and Philosophy of the Life Sciences. Band 30, Nr. 1, 2008, ISSN 0391-9714, S. 1–97, JSTOR:i23334308.
- mit Anthony S. Travis: Special Section: Darwinism and Scientific Practice in Historical Perspective. In: Journal for General Philosophy of Science. Band 41, Nr. 1, 2010, ISSN 0925-4560, S. 55–194, JSTOR:i20722522.
- mit Michel Morange, Eric Davidson: Experimental and historical aspects of evolutionary bioscience. In: Developmental Biology. Band 357, Nr. 1, 2011, ISSN 0012-1606, (online).
- mit Michel Morange: Origin of Life: Scientific, Historical, and Philosophical Perspective. In: History and Philosophy of the Life Sciences. Band 34, Nr. 3, 2012, S. 337–479, JSTOR:i40157307.
- mit Michel Morange, Anthony S. Travis: Special Issue: Synthetic Life: Scientific, Historical, and Ethical Perspectives. In: Perspectives in Biology and Medicine. Band 55, Nr. 4, 2012, ISSN 0031-5982, S. 467–626, (online).

## Artikel (Auswahl)
- Kultur und Identität in der Wissenschaft. Der Beitrag jüdischer Forscher zur internationalen Bedeutung deutscher Naturwissenschaft – ein jüdischer Beitrag? In: Elke-Vera Kotowski (Hrsg.): Das Kulturerbe deutschsprachiger Juden. Eine Spurensuche in den Ursprungs-, Transit- und Emigrationsländern (= Europäisch-jüdische Studien. Beiträge. 9). de Gruyter Oldenbourg, Berlin u. a. 2015, ISBN 978-3-11-030479-4, S. 205–221, doi:10.1515/9783110305791.205.
- Beyond Popper and Polanyi: Leonor Michaelis, a critical and passionate pioneer of research at the interface of medicine, enzymology, and physical chemistry. In: Perspectives in Biology and Medicine. Band 55, Nr. 4, 2012, S. 612–626, doi:10.1353/pbm.2012.0047.
- Crystals, Colloids, or Molecules? Early Controversies about the Origin of Life and Synthetic Life. In: Perspectives in Biology and Medicine. Band 55, Nr. 4, 2012, S. 521–542, doi:10.1353/pbm.2012.0046.
- Origin of life. The role of experiments, basic beliefs, and social authorities in the controversies about the spontaneous generation of life and the subsequent debates about synthesizing life in the laboratory. In: History and Philosophy of the Life Sciences. Band 34, Nr. 3, 2012, S. 341–359, JSTOR:43831416.
- Early 20th-Century Research at the Interfaces of Genetics, Development, and Evolution: Reflections on Progress and Dead Ends. In: Developmental Biology. Band 357, Nr. 1, 2011, S. 3–12, doi:10.1016/j.ydbio.2011.02.020.
- Michael Polanyi on Scientific Authority and his Criticism of Popper and Russell. In: The Leo Baeck Institute Year Book. Band 56, 2011, ISSN 0075-8744, S. 249–268, doi:10.1093/leobaeck/ybr005.
- Gemmules and Elements: On Darwin’s and Mendel’s Concepts and Methods in Heredity. In: Journal for General Philosophy of Science. Band 41, Nr. 1, 2010, S. 85–112, JSTOR:20722529.
- Chemistry and Engineering Life around 1900: Research and Reflections by Jacques Loeb. In: Biological Theory. Band 4, Nr. 4, 2009, ISSN 1555-5542, S. 323–332, doi:10.1162/BIOT_a_00001.
- Challenging the Protein Dogma of the Gene: Oswald T. Avery, a Revolutionary Conservative. In: Oren Harman, Michael R. Dietrich (Hrsg.): Rebels, Mavericks, and Heretics in Biology. Yale University Press, New Haven CT u. a. 2008, ISBN 978-0-300-11639-7, S. 154–173, doi:10.12987/9780300150544-012.
- Different Methods and Metaphysics in Early Molecular Genetics – A Case of Disparity of Research In: History and Philosophy of the Life Sciences. Band 30, Nr. 1, 2008, S. 53–78, JSTOR:23334316.
- Politik und Forschung: Heinrich Wieland und andere Chemiker in der NS-Zeit. In: Sibylle Wieland, Anne-Barb Hertkorn, Franziska Dunkel (Hrsg.): Heinrich Wieland. Naturforscher, Nobelpreisträger und Willstätters Uhr. Wiley-VCH, Weinheim 2008, ISBN 978-3-527-32333-3, S. 81–114.
- A Brief Review of the Early History of Genetics and its Relationship to Physics and Chemistry. In: Simone Wenkel, Ute Deichmann (Hrsg.): Max Delbrück in Cologne. An Early Chapter of German Molecular Biology. World Scientific, Singapore u. a. 2007, ISBN 978-981-270-547-1, S. 3–18.
- Collective Phenomena and the Neglect of Molecules: An Historical Outlook on Biology. In: History and Philosophy of the Life Sciences. Band 29, Nr. 1, 2007, S. 83–86, JSTOR:23334197.
- Empiricism and the Discreteness of Nature: Ferdinand Cohn (1821–1891), the Founder of Microbiology. In: Ulrich Charpa, Ute Deichmann (Hrsg.): Jews and Sciences in German Contexts. Case Studies from the 19th and 20th Centuries (= Schriftenreihe wissenschaftlicher Abhandlungen des Leo-Baeck-Instituts. 72). Mohr Siebeck, Tübingen 2007, ISBN 978-3-16-149121-4, S. 39–50.
- „I Detest his Way of Working“. Leonor Michaelis (1875–1949), Emil Abderhalden (1877–1950), and Jewish and non-Jewish Biochemists in Germany. In: Ulrich Charpa, Ute Deichmann (Hrsg.): Jews and Sciences in German Contexts. Case Studies from the 19th and 20th Centuries (= Schriftenreihe wissenschaftlicher Abhandlungen des Leo-Baeck-Instituts. 72). Mohr Siebeck, Tübingen 2007, ISBN 978-3-16-149121-4, S. 101–126.
- mit Ulrich Charpa: Introduction by the Editors: Problems, Phenomena, Explanatory Approaches. In: Ulrich Charpa, Ute Deichmann (Hrsg.): Jews and Sciences in German Contexts. Case Studies from the 19th and 20th Centuries (= Schriftenreihe wissenschaftlicher Abhandlungen des Leo-Baeck-Instituts. 72). Mohr Siebeck, Tübingen 2007, ISBN 978-3-16-149121-4, S. 3–36.
- mit Ulrich Charpa: Jewish Scientists as Geniuses and Epigones: Scientific Practices and Attitudes towards Albert Einstein, Ferdinand Cohn, Richard Goldschmidt. In: Studia Rosenthaliana. Band 40, 2007, ISSN 0039-3347, S. 12–55, JSTOR:41482504.
- “Molecular” versus “Colloidal”: Controversies in Biology and Biochemistry, 1900–1940. In: Bulletin for the History of Chemistry. Band 32, Nr. 2, 2007, ISSN 1053-4385, S. 105–118, (online).
- Chemiker und Biochemiker in der NS-Zeit. In: Angewandte Chemie. Band 114, Nr. 8, 2002, S. 1364–1383, doi:10.1002/1521-3757(20020415)114:8<1364::AID-ANGE1364>3.0.CO;2-V.
- mit Benno Müller-Hill: The fraud of Abderhalden’s enzymes. In: Nature. Band 393, Nr. 6681, 1998, 14. Mai 1998, S. 109–111, doi:10.1038/30090.
- Frauen in der Genetik, Forschung und Karrieren bis 1950. In: Renate Tobies (Hrsg.): „Aller Männerkultur zum Trotz“. Frauen in Mathematik und Naturwissenschaften. Campus, Frankfurt am Main u. a. 1997, ISBN 3-593-35749-6, S. 221–251.